# Шваненвердер
Шваненве́рдер (нем. Schwanenwerder — «Лебединый остров») — остров на территории берлинского округа Штеглиц-Целендорф, расположен на реке Хафель у края озера Гросер-Ванзе. С берегом остров соединяет мост.
Шваненвердер практически полностью застроен виллами и особняками, доступ к берегу закрыт. Шваненвердер — престижное место жительства в Берлине. Здесь жили, в частности, Йозеф Геббельс, Альберт Шпеер, Эрнст Удет, Тео Морелль и Аксель Шпрингер. Проживание на острове, ранее называвшемся «песчаным» (нем. Sandwerder), ещё со времён кайзера свидетельствовало о высоком положении своих жителей в обществе.
На острове размещаются молодёжный дом отдыха, детский пансионат, палаточная площадка и пост берлинской водной полиции. На месте снесённой виллы Геббельса в настоящее время находится здание Института Аспена. Бункер Геббельса доступен для осмотра по предварительной договорённости.
К западу от Шваненвердера находится район Кладов, к юго-западу — остров Пфауэнинзель.